# Léopold Zborowski
Leopold Zborowski (Zališčyky, 10 marzo 1889 – Parigi, 24 marzo 1932) è stato uno scrittore, poeta e mercante d'arte polacco.

## Biografia
Zborowski e sua moglie Anna (nata Hanka Cirowska) erano contemporanei di artisti parigini come Henri de Toulouse-Lautrec, Paul Cézanne, André Derain e Amedeo Modigliani, che elaborò alcuni loro ritratti. Di Zborowski, ne esistono tre  dell'artista Modigliani, come un'opera che fu acquistata a Sotheby's nel 2003.
Grande amico di Amedeo Modigliani, organizzò diverse sue esposizioni e mise a disposizione dell'artista livornese il suo stesso domicilio a mo' di atelier.
Oltre a Modigliani, Zborowski si occupò di altri artisti come André Derain, René Iché, Marc Chagall, Chaïm Soutine, Thérèse Debains e  Maurice Utrillo.
Zborowski beneficiò largamente della celebrità postuma di Modigliani e accumulò una fortuna che perse però durante la crisi economica del 1929, morendo nel 1932 in miseria.